# Ozarba dissoluta
Ozarba dissoluta là một loài bướm đêm trong họ Noctuidae.